# بارني والأصدقاء
بارني والأصدقاء (بالإنجليزية: Barney & Friends) هو برنامج تليفزيوني للأطفال اُنتج في الولايات المتحدة عام 1992 م، ويستهدف الأطفال قبل سن المدرسة. السلسلة توضح ملامح شخصية العنوان بارني، والديناصور الأرجواني المجسم ريكس الذي ينقل التعلم من خلال الأغاني وروتين الرقصات الصغيرة بطريقة ودية تفاؤلية.

## الأصل والتطور
تم إنشاء بارني في عام 1987 من قبل شيريل ليتش من دالاس، تكساس. انها توافقت مع فكرة البرنامج أثناءالنظر في البرامج التلفزيونية أن شعرت أنه سيكون تعليمي وجذاب لابنها. ليتش حينئذ جمعت فريقا الذي نفذ سلسلة من أشرطة الفيديو المنزلية، بارني وعصابة الفناء الخلفي، التي أيضا قدمت دور البطولة للممثلة ساندي دنكان في أول 3 أشرطة فيديو. في وقت لاحق، انضمت لبارني شخصيات بيبي بوب، بي جي، وريف.
على الرغم من أن أشرطة الفيديو أصلا كانت نجاحا متواضعا على مستوى الإقليم، أصبح بارني نجاحا كبيرا فقط عندما كان الشخصية، والشكل تم تجديده لمسلسل تلفزيوني، وكان قد تم استخدامهم من قبل الاذاعة العامة (برنامج تلفزيوني)، كما ظهر لأول مرة «بارني والأصدقاء» في عام 1992. أنتجت هذه السلسلة استوديوهات ليريك (اشترتها هيت للترفيه تلفزيون كونيتيكت العام لعدة سنوات، كانت العرض يسجل في استوديوهات كلردينامكس في جرينفيل في شارع وقيادة بيثاني في 0)ألين، وبعد ذلك انتقلت إلى استوديوهات في لاس كوليناس، ولاية تكساس. حاليا، تنتج هذه السلسلة في ضاحية تقع شمال مدينة دالاس. والمسلسلات التلفزيونية وأشرطة الفيديو الموزعة حاليا من قبل هيت انترتينمنت وليونزجيت، في حين أن المسلسلات التلفزيونية التي تنتج حاليا من قبل ونت.
اعتبارا من عام 2006، تم توزيع جميع أقراص الفيديو الرقمية لبرنامج «بارني والأصدقاء» عن طريق «فوكس هوم القرن العشرين للترفيه» إذ أن هيت للترفيه قد اشترت حق التوزيع من يونزجيت.
عُرض برنامج «بارني والأصدقاء» في بلدان أخرى حيث يتم ترجمتها عند الضرورة. أحد الأمثلة على ذلك هو إصدار اللغة الأسبانية تمت دبلجته في المكسيك وهو ما يسمى بارني واي سوس أصدقاء،  (الترجمة الأسبانية ل«بارني والأصدقاء».) مثال آخر هو إنتاج العبرية أنتج من فترة 1997-1999 في تل أبيب، إسرائيل، على أساس المواسم الثلاثة الأولى من العرض. بدلا من دوبلاج الحلقات الأمريكية، والحلقات يتم إنشائها مع مجموعة فريدة في المجموعة الأصلية وممثلين أطفال حصريا.

## الانتقاد
على الرغم من أن العرض قد تعرض لانتقادات لافتقاره إلى القيمة التربوية، باحثين ييل-دوروثي وجيروم سنجر قد استنتجوا أن الحلقات تتضمن قدرا كبيرا من المواد التعليمية للعمر المناسب، واصفين البرنامج "نموذجا لما ينبغي أن يكون التلفزيون قبل المدرسة.

نقد واحد محدد هو أن

"عروضه لا تساعد الأطفال في التعلم للتعامل مع المشاعر السلبية والعواطف.  كما قال أحد المعلقين يقول، ان الخطر الحقيقي من بارني هو الإنكار: رفض الاعتراف بوجود الحقائق غير السارة.  إلى حد بعيد من حمية الضحك والحب غير المشروط، عرض بارني أطفالنا عالم واحد الابعاد حيث يجب أن يكون الجميع سعداء وكل شيء يجب أن يحل على الفور.

فهي تحتل مرتبة على على قائمة دليل التلفزيون لـ 50 أسوأ عروض تلفزيونية في كل العصور رقم 50.

## فريق العمل

### الديناصورات
بارني الديناصور
الشخصية الرئيسية هي الديناصور ريكس الأرجواني والأخضر في هيئة شبه الحيوان، الذي يأتي إلى الحياة من خلال خيال الطفل. كان موضوع الأغنية هو «هل بارني ديناصور»، والتي تعرف أيضا باسم «بارني موضوع الأغنية». أغنية أخرى معروفه جيدا هي «أنا أحبك» التي كانت أيضا ساخرة من قبل كثير من الناس على الرغم من كونه نوع من الديناصورات آكلة اللحوم، يحب بارني الكثير من الأغذية المختلفة مثل الفواكه والخضروات، ولكن زبدة الفول السوداني وشطيرة الجيلي مع كوب من الحليب هو المفضل الرئيسي.
بيبي بوب
بروتوكرياتوبس الخضراء، وبيبي بوب قد تظهر على شريط فيديو منذ عام 1991 «بارني في الحفل». وهي تحمل غطاء أصفر، وتغني أغنية «بطانيتي الصفراء» لاظهار كم أنها تعني بالنسبة لها. إنها تشير إلى نفسها على أنها من العمر 3 سنوات. هي تحب أكل المعكرونة والجبن والبيتزا. إنها ترتدي القوس الوردي على رأسها والنعال الباليه الوردي على قدميها. وهي شقيقة بي جى.
بي. جى
7 أعوام بروتوكرياتوبس الصفراء، بي. جى كان على العرض منذ 27 سبتمبر 1993. كان موضوع أغنيتة هو «أغنية بي جى». انه يرتدي القبعة الحمراء على رأسه وحذاء أحمر على قدميه (كما سمعنا في موضوع أغنيته). انه فقد قبعته في الحلقة نرفع قبعاتنا بي. جى
!   وأحيانا يقول الاشياء لإخفاء المخاوف (مثل  حفلة بارني لعيد القديسين فهو شعر بصدمة بسبب ورقة العناكب وبعد التعلم هما كانوا وهميين، وقال: «كنت أعرف أنه من النوع.»). المخللات هي طعامه المفضل، وبسبب ذلك، هو في الواقع كان يتناولهم بطرق مختلفة مثل المخللات (أيضا مع ببروني، والفلفل، والأناناس، وزبدة الفول السوداني) على البيتزا (في حافلة مغامرة بارني ). هو الأخ الأكبر لبيبي بوب.
ريف
مشار إليه كـابن عم ريف من قبل بيبي بوب، وهو أحد هادروجار ستة أعوام البرتقالي، الذي هو بيبي بوب وابن عم بي جيه. كان على العرض منذ أيلول / سبتمبر 18، 2006. فهو يرتدي أحذية رياضية خضراء. موضوعه هو «أنا أسمع الموسيقى في كل مكان». يحب ريف الموسيقى وانها تقريبا في كل ما يفعل. في بارني -- دعنا نذهب إلى محطة الإطفاء، كشف النقاب عن أن ريف أيضا يحب أن يخترع الأشياء؛ إنه أنشأ مكتشف الدخان أربعة صوت (الثلاثة الأولى كانت أصوات إنذارات مختلفة والأخيرة صوته). حتى انه يحب الألحان العسكرية والاستعراضات العسكرية مثل بارني.

### الكبار
البالغين على العرض عادة ما تكون مرة أو مرتين من الممثلين ضيوف الشرف الذين يصوروا المعلمين، ورواة القصص، وشخصيات مماثلة.

#### الضيوف لمرة واحدة
| دور                                    | الاسم الحقيقي                          | حلقة / وصف |
| -------------------------------------- | -------------------------------------- | --- |
| العمة راشيل                            | سانت أديوجبا                           | عمة اشلي والعيسى من "العمة راشيل هنا " |
| العمة مولي                             | ماري آن بروير                          | عمة جولي الذي ظهر في «حديقة الحيوان الأبجدية |
| فرانك كريم                             | فرانك كريم                             | رجل الإطفاء الحقيقي الذي ظهر في يمكنني أن أكون رجل الاطفاء!'' |
| السيد تيناجاين                         | أر. بروس إليوت                         | صديق مقرب من بارني، الذي يحب أن يفعل أي شيء مع الرقم 10. ظهر في عشرات من المرح! |
| يري جار                                | يري جار                                | كانت ضيفا في مغامرات بارني الأولى |
| ميليسا جيلبرت                          | ميليسا جيلبرت                          | كانت ضيفا في مغامرات بارني الأولى |
| ريبيكا غارسيا                          | ريبيكا غارسيا                          | الراقصة المكسيكية التي ظهرت في حولا المكسيك |
| ايلا جنكينز                            | ايلا جنكينز                            | مغني الأطفال الشهير وصديق بارني الذي ظهر في تسليم خاص جدا |
| النقيب الكنغر                          | جون ماكدونو                            | وكان ضيفا في مغامرات بارني الأولى |
| تسليم السيد مان                        | مارك اس. بيرنثال                       | رجل التسليم الذي القى مجموعة لبارني في الجميع يكون خاص. على ما يبدو، لا يستطيع أن يقول للأطفال في تمويه عن البالغين. في الحياة الحقيقية، مارك كان واحدا من كتّاب المعرض، جنبا إلى جنب مع ستيفن وايت. |
| توش أمي                                | جا دي موسلي                            | والدة توشا التي جلبت توائمها مع والدها في تسليم خاص جدا. انها عادت إلى الظهور في جزيرة خيال بارني                                                                                                   |
| أم تينا                                | سونيا ريسينديز                         | ظهرت في بارني وقانغ الفناء: بارني في نار المعسكر، وإلى جانب الغناء |
| جو سكريجس                              | جو سكريجس                              | مغني الأطفال الموسيقى الشهير الذي ظهر في السيرك الممرن. شركة بارني مملوكة لحقوق موسيقاه في وقت واحد                                                                                                 |
| جيمس تيرنر                             | جيمس تيرنر                             | المغني الذي ظهر في الطعام والشراب وكن صحي! |
| فارمر هندرسون                          | ماكس فون                               | صديق بارني المزارع الذي ظهر في الأسفل في مزرعة بارني مع مجموعة كاملة من الحيوانات. |
| قراصنة راينبوبيرد                      | ستيفن وايت                             | القرصان الغامض الذي ترك كنزه لبارني والاطفال للعثور على كنز رينبوهيرد |
| الأميرة زولاي                          | الكسندر هيرستون                        | أميرة أرض صدق، التي بارني والاطفال يجب أن يعودوا إلى البيتفي أرض الصدق |
| باتي                                   | دونا كرافت                             | صديق لوسي الأعمى من الحواس 1-2-3-4-5 |
| نانا                                   | جين هول                                | جدتة كاثي التي ظهرت في الأجداد هم الأكبر! (1993) |
| جرانداد ريتشاردز                       | كليف بورتر                             | جد ديريك من الأجداد هم الأكبر! (1993) |
| داد توشا                               | ديفيد جيه كورتني                       | والد توشا، الذي جلب لها أخين توأم في تسليم خاص جدا، إلى جانب أم توشا. وقال انه أدى ظهور قصير في جزيرة خيال بارني.                                                                                   |
| دوج وبيكي من كاثي بورك والدمى المتحركة | دوج وبيكي من كاثي بورك والدمى المتحركة | محركي الدمية الذين ظهر ' كضيف شرف في الازدهار ليوم واحد |
| جو فيرجسون                             | جو فيرجسون                             | القاص الذي يأتي للزيارة في الأشياء المفضلة |
| اللك كول القديم                        | ديواين هامبريك                         | واحد من أصدقاء بارني الذي يعيش في قلعة. هو يأتي لزيارة بيت الاشجار في الحلقة مرحبا بالملكية وظهر في مفاجأة بارني الكبيرة.                                                                           |

#### ظهور متعدد
| دور            | الاسم الحقيقي                          | ووصف المظاهر |
| -------------- | -------------------------------------- | --- |
| الأم جوس       | ساندي وولبر، ميشيل مكاريل، جولي جونسون | القصيدة تقود نفسها تظهر في «دعونا نساعد الأم أوزة، التزمير! تزمير! أوزة على الفضفاض، قليلا الأم أوزة (من الموسم 6) ، ومفاجأة بارني الكبيرة والأم أوزة / حكايات (من الموسم 10) |
| ستيلا          | فيليس شيشرون                           | ستيلا راوية القصص تسافر في جميع أنحاء العالم، تجمع قصص جديدة لتخبر بارني والأصدقاء، فيما بين الشعوب الأخرى. ظهرت في عدة حلقات من الموسم 3 إلى 6 الموسم. ستيلا عادت للظهور للمرة الأولى منذ فترة طويلة في الأفضل لبارني، حيث قدمت لبارني صورة ألبوم أصدقائها (أكثر من فريق عمل برنامج تلفزيوني) على مدى السنوات كانت تصنعه بيديها. |
| أستاذ تينكربوت | لؤلؤة باري                             | ظهر في جزيرة خيال بارني في مفاجأة بارني الكبيرة. أستاذ تينكربوت لا يريد أن يشارك اخترع لعبه، حتى الاطفال وبارني أوضحوا له أن الأشياء الجيدة تحدث عند مشاركتك. لهذا السبب، غادر تينكربوت جزيرة الخيال مع بارني والآخرين، وبدأ مصنع لعبة جديدة.                                                                                     |
| تومي ديبولا    | تومي ديبولا                            | ظهرت في "صورة هذه"، "انها تمطر، إنها مسكوبة" و"يا أخي، إنها أختي". كاتب الأطفال الشهير هو أيضا صديق جيد مع بارني وعادة ما يجتمع مع أصدقائه في الحلقات التي يظهر فيها |
| أمي            | ساندي دنكان                            | مايكل وأم ايمي في بارني وحلقات باكيارد جانج. |
| السيد بويد     | روبرت سويتمان                          | اسمه الكامل هو جرادي بويد، وله ابنة تدعى كولين. الأول عمل بواب في الفصول 3-6، وعمل حارس حديقة في الفصول 7 و8. مثل ستيلا، السيد بويد ظهر في الأفضل لبارني، التقط الصور في الحديقة العامة (وهو ما قد يعني أنه أصبح مصورا، منذ آخر ظهور له). كما أنه أيضا التقط الصورة الأخيرة في ألبوم صور بارني الجديد من ستيلا.                   |

### أطفال
على مر السنين، أكثر من مائة طفل ظهروا كأعضاء عمل في العرض. بعض الأطفال الملاحظين الذين ظهروا في بارني والأصدقاء هم:
- سيلينا غوميز (جيانا)
- توري جرين (سارة)
- ديمي لوفاتوا (انجيلا)
- تريفور مورجان (كودي في مغامرة بارني الرائعة)
- ماديسن بتيس (بريدجيت)
- كيلا برات (ميندي؛ مارسيلا في مغامرة بارني الرائعة)

## طاقم العمل
- شيريل ليتش (المبدع)
- كاثي باركر (منتج)
- ديشازر دينيس (مدير)
- مارك اس. بيرنثال (كاتبة)
- ستيفن وايت (كاتبة)

## الأفلام والعروض الخاصة
- مغامرة بارني الرائعة (1998) (فيلم مسرحي، من بطولة تريفور مورجان كيلا برات)
- جزيرة خيال بارني (1994)
- بارني يعيش في مدينة نيويورك (1994)

## بث التاريخ

### أمريكا الشمالية
كندا
- تلفزيون بيت الأشجار

المكسيك وأمريكا اللاتينية
- أطفال الاستكشاف

الولايات المتحدة
- خدمة البث العامة
- برنامج تلفزيوني للأطفال
- برنامج تلفزيوني للأطفال برعم

### أوروبا
فرنسا
- كارتون

أيرلاندا
- أر تي إي

إيطاليا
- إيطاليا 1
- جيم جام

أسبانيا
- انتينا 3

المملكة المتحدة
- جي ام تي في (1994-2000)
- قناة الطفل
- تليفزيون الحياة
- كارتون (2006 --)
- الخمس (2002-2005)

### آسيا
إسرائيل
- أروتز ها يلاديم (قناة الأطفال)
- هوب
- قناة 2

اليابان
- مسرح ديزني

عنوان اليابانية: Let's Play with Barney in English! (バーニーと英語であそぼう！ Bānī to Eigo de asobô!)
الفلبين
- الشبكة الاخبارية
- تليفزيون 5 (يطلق عليها في التجالوجية)

تركيا
- مركبة

### أستراليا وأوقيانوسيا
أستراليا
- شبكة 9
- فوكس8

نيوزيلندا
- تليفزيون إن زد (تليفزيون 2)

### الشرق الأوسط
- إم بي سي 3
- سبيستون

## موسيقى
والغالبية العظمى من ألبومات بارني والأصدقاء يميزه صوتبوب الغربية كصوت لبارني، على الرغم من أن الألبوم الأخير أرض الصدق (مثل كل ألبوم يبدأ بـابدأ الغناء مع بارني) وله صوت عميد يندت'.
أغنية بارني الشهيرة «أنا أحبك» (فضلا عن أغنيات من شارع سمسم وميتاليكا) قد استخدمت من قبل المحققين في خليج جوانتانامو في كوبا لإجبار المعتقلين.

## وصلات خارجية
- بارني والأصدقاء على موقع IMDb (الإنجليزية)
- بارني والأصدقاء على موقع ميتاكريتيك (الإنجليزية)
- بارني والأصدقاء على موقع روتن توميتوز (الإنجليزية)
- بارني والأصدقاء على موقع ميوزك برينز (الإنجليزية)
- بارني والأصدقاء على موقع كينوبويسك (الروسية)
- بارني والأصدقاء على موقع قاعدة بيانات الفيلم (الإنجليزية)

- موقع هيت للترفيه الرسمي
- الموقع الرسمي للبرنامج تلفزيوني
- صفحة ويب بارني والأصدقاء في TreeHouseTV.com
- بارني والأصدقاء في قاعدة بيانات أفلام الإنترنت